# Rajd Finlandii 2001

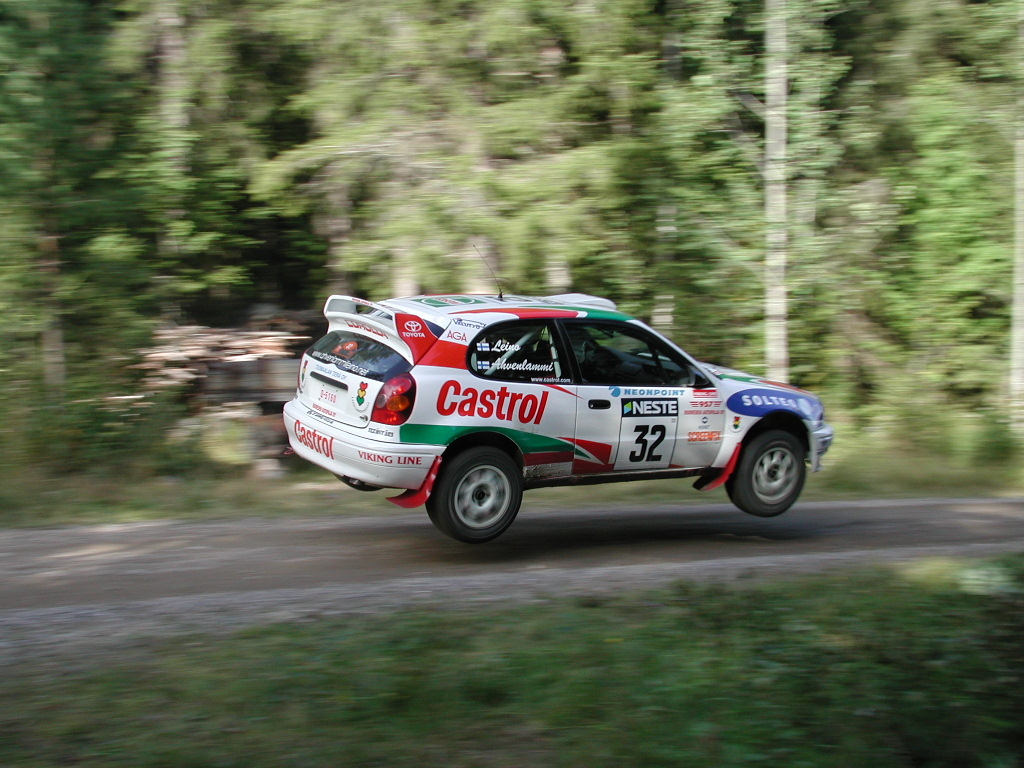
Jouni Ahvenlammi podczas rajdu

Rezultaty Rajdu Finlandii (51st Neste Rally Finland), eliminacji Rajdowych Mistrzostw Świata w 2001 roku, który odbył się w dniach 24–26 sierpnia. Była to dziewiąta runda czempionatu w tamtym roku i piąta szutrowa, a także dziewiąta w Production World Rally Championship i trzecia w Junior World Rally Championship. Bazą rajdu było miasto Jyväskylä. Zwycięzcami rajdu została fińska załoga Marcus Grönholm i Timo Rautiainen w Peugeocie 206 WRC. Wyprzedzili oni dwie brytyjskie załogi Richarda Burnsa i Roberta Reida w Subaru Imprezie WRC oraz Colina McRae i Nicky’ego Grista w Fordzie Focusie WRC. Z kolei w Production WRC zwyciężyli Argentyńczycy Marcos Ligato i Ruben Garcia, jadący Mitsubishi Lancerem Evo VI, a w Junior WRC francusko-monakijska załoga Sébastien Loeb – Daniel Elena w Citroënie Saxo VTS S1600.
Rajdu nie ukończyło pięciu kierowców fabrycznych. Kierowca Peugeota 206 WRC Francuz Didier Auriol, wycofał się z rajdu na 13. odcinku specjalnym na skutek awarii zawieszenia. Fin Tommi Mäkinen w Mitsubishi Lancerze Evo VI odpadł na 1. odcinku specjalnym z powodu uszkodzenia zawieszenia. Francuz François Delecour w Fordzie Focusie WRC, zrezygnował z jazdy po awarii układu mechanicznego na 19. odcinku specjalnym. Rajdu nie ukończył też Fin Toni Gardemeister w Mitsubishi Carismie GT, który miał wypadek na 21. oesie. Z kolei kierowca Hyundaia Accenta WRC, Fin Juha Kankkunen, zrezygnował z jazdy na 16. oesie z powodu awarii.

## Klasyfikacja ostateczna
| Miejsce                     | Zawodnik                  | Pilot                     | Samochód                     | Czas                      | Strata                    | Grupa                     | Punkty                    |
| WRC (pierwsza dziesiątka)   | WRC (pierwsza dziesiątka) | WRC (pierwsza dziesiątka) | WRC (pierwsza dziesiątka)    | WRC (pierwsza dziesiątka) | WRC (pierwsza dziesiątka) | WRC (pierwsza dziesiątka) | WRC (pierwsza dziesiątka) |
| --------------------------- | ------------------------- | ------------------------- | ---------------------------- | ------------------------- | ------------------------- | ------------------------- | ------------------------- |
| 1.                          | Marcus Grönholm           | Timo Rautiainen           | Peugeot 206 WRC              | 3:23:12.8                 |                           | A8 M                      | 10                        |
| 2.                          | Richard Burns             | Robert Reid               | Subaru Impreza WRC           | 3:23:37.8                 | +25.0                     | A8 M                      | 6                         |
| 3.                          | Colin McRae               | Nicky Grist               | Ford Focus WRC               | 3:23:45.1                 | +32.3                     | A8 M                      | 4                         |
| 4.                          | Harri Rovanperä           | Risto Pietiläinen         | Peugeot 206 WRC              | 3:23:46.7                 | +33.9                     | A8 M                      | 3                         |
| 5.                          | Markko Märtin             | Michael Park              | Subaru Impreza WRC           | 3:24:30.7                 | +1:17.9                   | A8                        | 2                         |
| 6.                          | Carlos Sainz              | Luís Moya                 | Ford Focus WRC               | 3:24:53.3                 | +1:40.5                   | A8 M                      | 1                         |
| 7.                          | Petter Solberg            | Phil Mills                | Subaru Impreza WRC           | 3:25:52.4                 | +2:39.6                   | A8 M                      |                           |
| 8.                          | Sebastian Lindholm        | Timo Hantunen             | Peugeot 206 WRC              | 3:25:57.4                 | +2:44.6                   | A8                        |                           |
| 9.                          | Pasi Hagström             | Tero Gardemeister         | Toyota Corolla WRC           | 3:28:14.0                 | +5:01.2                   | A8                        |                           |
| 10.                         | Freddy Loix               | Sven Smeets               | Mitsubishi Carisma GT Evo VI | 3:28:18.2                 | +5:05.4                   | A8                        |                           |
| PWRC (punktujący zawodnicy) |                           |                           |                              |                           |                           |                           |                           |
| 1. (25.)                    | Marcos Ligato             | Ruben Garcia              | Mitsubishi Lancer Evo VI     | 3:44:36.2                 |                           | N4                        | 10                        |
| 2. (26.)                    | Gabriel Pozzo             | Daniel Stillo             | Mitsubishi Lancer Evo VI     | 3:45:25.6                 | +49.4                     | N4                        | 6                         |
| 3. (27.)                    | Kaj Kuistila              | Kari Jokinen              | Mitsubishi Lancer Evo VI     | 3:45:59.8                 | +1:23.6                   | N4                        | 4                         |
| 4. (29.)                    | Jukka Ketomäki            | Jani Laaksonen            | Mitsubishi Lancer Evo IV     | 3:49:59.5                 | +5:23.3                   | N4                        | 3                         |
| 5. (30.)                    | Ari Laivola               | Markku Laakso             | Mitsubishi Lancer Evo VI     | 3:50:29.3                 | +5:53.1                   | N4                        | 2                         |
| 6. (31.)                    | Ignacio Sanfilippo        | Víctor Pérez              | Mitsubishi Lancer Evo VI     | 3:51:56.4                 | +7:20.2                   | N4                        | 1                         |
| JWRC (punktujący zawodnicy) |                           |                           |                              |                           |                           |                           |                           |
| 1. (28.)                    | Sébastien Loeb            | Daniel Elena              | Citroën Saxo VTS S1600       | 3:49:19.6                 |                           | A6                        | 10                        |
| 2. (34.)                    | Andrea Dallavilla         | Giovanni Bernacchini      | Fiat Punto S1600             | 3:54:41.5                 | +5:21.9                   | A6                        | 6                         |
| 3. (36.)                    | Jussi Välimäki            | Jakke Honkanen            | Peugeot 206 XS S1600         | 3:57:13.0                 | +7:53.4                   | A6                        | 4                         |
| 4. (39.)                    | Larry Cols                | Yasmine Gérard            | Peugeot 206 XS S1600         | 3:59:03.6                 | +9:44.0                   | A6                        | 3                         |
| 5. (44.)                    | Corrado Fontana           | Renzo Casazza             | Peugeot 206 XS S1600         | 4:05:18.7                 | +15:59.1                  | A6                        | 2                         |
| 6. (48.)                    | Alejandro Galanti         | Fernando Zuleta           | Ford Puma S1600              | 4:11:06.4                 | +21:46.8                  | A6                        | 1                         |

1. ↑  Litera M przy oznaczeniu grupy do której należy samochód oznacza, iż tylko ci kierowcy zdobywali punkty dla swoich zespołów liczonych w klasyfikacji producentów na koniec sezonu.

## Zwycięzcy odcinków specjalnych
| Dzień      | Odcinek | G. rozp. | Nazwa          | Długość  | Zwycięzca       | Czas    | Lider rajdu     |
| ---------- | ------- | -------- | -------------- | -------- | --------------- | ------- | --------------- |
| 1 (24 SIE) | SS1     | 09:43    | Valkola 1      | 8.42 km  | Harri Rovanperä | 4:27.2  | Harri Rovanperä |
| 1 (24 SIE) | SS2     | 10:26    | Lankamaa 1     | 23.47 km | Marcus Grönholm | 11:33.5 | Harri Rovanperä |
| 1 (24 SIE) | SS3     | 11:19    | Laukaa 1       | 12.40 km | Marcus Grönholm | 6:06.6  | Marcus Grönholm |
| 1 (24 SIE) | SS4     | 13:25    | Mokkipera      | 13.38 km | Richard Burns   | 6:26.8  | Marcus Grönholm |
| 1 (24 SIE) | SS5     | 14:06    | Palsankyla     | 25.47 km | Marcus Grönholm | 13:48.7 | Marcus Grönholm |
| 1 (24 SIE) | SS6     | 16:56    | Valkola 2      | 8.42 km  | Marcus Grönholm | 4:27.4  | Marcus Grönholm |
| 1 (24 SIE) | SS7     | 17:39    | Lankamaa 2     | 23.47 km | Richard Burns   | 11:35.4 | Marcus Grönholm |
| 1 (24 SIE) | SS8     | 18:32    | Laukaa 2       | 12.40 km | Markko Märtin   | 6:06.0  | Richard Burns   |
| 1 (24 SIE) | SS9     | 20:00    | SSS Killeri 1  | 2.06 km  | Petter Solberg  | 1:21.2  | Richard Burns   |
| 2 (25 SIE) | SS10    | 08:03    | Talviainen 1   | 30.30 km | Marcus Grönholm | 15:06.2 | Marcus Grönholm |
| 2 (25 SIE) | SS11    | 09:16    | Vastila        | 17.40 km | Harri Rovanperä | 8:22.4  | Marcus Grönholm |
| 2 (25 SIE) | SS12    | 09:51    | Paijala        | 12.81 km | Carlos Sainz    | 6:01.9  | Marcus Grönholm |
| 2 (25 SIE) | SS13    | 11:58    | Ehikki         | 19.07 km | Harri Rovanperä | 9:18.5  | Marcus Grönholm |
| 2 (25 SIE) | SS14    | 12:36    | Parkkola       | 15.80 km | Colin McRae     | 8:03.6  | Marcus Grönholm |
| 2 (25 SIE) | SS15    | 13:14    | Leustu         | 23.58 km | Harri Rovanperä | 11:38.3 | Marcus Grönholm |
| 2 (25 SIE) | SS16    | 15:32    | Ouninpohja 1   | 34.11 km | Harri Rovanperä | 16:29.9 | Marcus Grönholm |
| 2 (25 SIE) | SS17    | 16:35    | Vaheri         | 25.42 km | Colin McRae     | 12:20.6 | Marcus Grönholm |
| 2 (25 SIE) | SS18    | 20:15    | SSS Killeri 2  | 2.06 km  | Marcus Grönholm | 1:20.3  | Marcus Grönholm |
| 3 (26 SIE) | SS19    | 09:53    | Moksi - Leustu | 40.84 km | Richard Burns   | 20:52.2 | Marcus Grönholm |
| 3 (26 SIE) | SS20    | 12:11    | Talviainen 2   | 30.30 km | Harri Rovanperä | 14:53.6 | Marcus Grönholm |
| 3 (26 SIE) | SS21    | 13:39    | Ouninpohja 2   | 25.20 km | Richard Burns   | 11:43.6 | Marcus Grönholm |

## Klasyfikacja po 9 rundach
Tabele przedstawiają tylko pięć pierwszych miejsc.

### Kierowcy
| Lp. | Kierowca        | Pkt |
| --- | --------------- | --- |
| 1   | Tommi Mäkinen   | 40  |
| 2   | Colin McRae     | 34  |
| 3   | Carlos Sainz    | 27  |
| 4   | Harri Rovanperä | 23  |
| 5   | Richard Burns   | 21  |

### Producenci
| Lp. | Producent                    | Pkt |
| --- | ---------------------------- | --- |
| 1   | Marlboro Mitsubishi Ralliart | 66  |
| 2   | Ford Martini                 | 66  |
| 3   | Peugeot Total                | 39  |
| 4   | Subaru World Rally Team      | 35  |
| 5   | Škoda Motorsport             | 15  |